# Theo Snelders
Theodorus Antonius Gerardus Snelders, dit Theo Snelders, né le 7 décembre 1963 à Westervoort, est un  footballeur néerlandais qui évolue au poste de gardien de but du milieu des années 1980 à la fin des années 1990.
Après avoir débuté aux Pays-Bas au FC Twente en 1980, il poursuit tout le reste de sa carrière dès 1988 en Écosse, d'abord à Aberdeen FC avec qui il remporte la Coupe d'Écosse en 1990 puis, au Rangers FC et à Dundee United FC avant de clore sa carrière sportive dans son pays natal au MVV Maastricht en 2001.
Il compte également une sélection en équipe nationale des Pays-Bas en 1989 et est retenu dans la sélection lors de la Coupe du monde 1994 en compagnie d'Ed de Goey et Edwin van der Sar. En 1989, il a reçu le titre de « Footballeur de l'année en Écosse » élu par ses pairs, devenant le premier non-Écossais à le remporter.

## Palmarès
- En club :
  - Vainqueur de la Coupe d'Écosse : 1990.

- En sélection :
  - 1 sélection.
  - Participation à la Coupe du monde 1994.